# Runiversalis
Runiversalis (en ruso: Руниверсалис, AFI: [rʊnʲɪvʲɪrˈsalʲɪs]), abreviado como Runi (en ruso: Руни, AFI: [ˈrunʲɪ]), es una enciclopedia rusa en línea basada en la Wikipedia en ruso, lanzada el 9 de junio de 2022. Algunas fuentes explican que sus artículos están escritos con una visión pronunciada prorrusa de los acontecimientos mundiales. Sus creadores afirman ser antiguos colaboradores de la Wikipedia en ruso. Sin embargo, la Fundación Wikimedia se ha distanciado de Runiversalis y sus editores.
Este sitio no menciona la guerra de Ucrania de 2022, sino que se refiere a ella como una "operación militar especial".

## Características
El manifiesto de Runiversalis establece que los servidores del proyecto están ubicados en Rusia y que las páginas se editan "de acuerdo con los requisitos de la legislación de la Federación de Rusia y con respeto a los valores tradicionales". Runiversalis se basa en MediaWiki, el software que también utiliza Wikipedia.
Desde finales de agosto de 2022, para realizar cualquier edición en la enciclopedia, es necesario registrarse y ser confirmado por los administradores. Según el sitio web del proyecto Runiversalis, se puede hacer escribiendo un mensaje a su bot de Telegram, a su página de VK o enviándoles una solicitud por correo electrónico (a fecha de abril de 2023).

## Estadísticas
En agosto de 2022, dos meses después de la creación del proyecto, solo tenía 9000 artículos, una pequeña proporción de los 1,85 millones de artículos en la Wikipedia en ruso. Sin embargo, a fecha de abril de 2023, Runiversalis tiene alrededor de 2 millones de artículos, muchos de ellos trasladados sin modificar de la Wikipedia en ruso mediante bots.
Según la propia página web, sus hitos son los siguientes:
- 23 de agosto de 2022: 9000 artículos
- 11 de septiembre de 2022: 100 000 artículos
- 23 de octubre de 2022: 500 000 artículos
- 26 de noviembre de 2022: 1 000 000 de artículos
- 3 de febrero de 2023: 1 500 000 artículos

## Recepción
El 23 de agosto de 2022, los medios prestaron atención al proyecto cuando algunos canales de Telegram, incluidos los del diputado de la Duma Estatal Anton Gorelkin, informaron de la enciclopedia rusa en Internet.

### Ciberataques
El 23 de agosto, el sitio web dejó de funcionar debido a un presunto ataque DDoS, y los lectores recibieron un error 403 cuando intentaron navegar a una página del sitio. El sitio volvió a funcionar unos días después.